# Joint Base McGuire-Dix-Lakehurst
Joint Base McGuire-Dix-Lakehurst è una base militare congiunta United States Air Force, United States Army e United States Navy, gestita dall'Air Mobility Command e situata presso la città di Trenton, nello stato del New Jersey.

## Informazioni generali
La struttura odierna è nata il 1 ottobre 2009 dalla fusione della precedente base aerea, attiva dal 1941, dalla base dell'esercito di Fort Dix e dalla Naval Air Engineering Station di Lakehurst. La base aerea è intitolata all'asso della seconda guerra mondiale Thomas McGuire.

## Unità
Attualmente l'unità ospitante è il 87th Air Base Wing
Sono presenti i seguenti reparti:
- U.S.A.F.
  - USAF Expeditionary Center
  - 108th Wing, Air National Guard
  - 305th Air Mobility Wing
  - 514th Air Mobility Wing, Air Force Reserve Command
  - 621st Contingency Response Wing
- U.S.Army
  - Army Support Activity
  - 72d Field Artillery Brigade
  - 99th Regional Support Command
  - Atlantic Training Division, 75th Training Division
  - 174th Infantry Brigade, First Army
  - 244th Aviation Brigade
  - 78th Training Division
- U.S.Navy
  - Fleet Logistic Support Squadron VR-64
- U.S.Marines Corps
  - Marine Aircraft Group 49
  - G Battery, 3/14 Regiment, 4th Marines Division